# Fissidens polysetulus
Fissidens polysetulus är en bladmossart som beskrevs av C. Müller, Norkett och Hirendra Chandra Gangulee 1971. Fissidens polysetulus ingår i släktet fickmossor, och familjen Fissidentaceae. Inga underarter finns listade i Catalogue of Life.